# C-31
La carretera C-31, llamado también eje costero, es una vía española formada por la unión de diferentes tramos de carreteras, autopistas y autovías a lo largo de la costa catalana.
Su denominación se debe a:
C- Carretera titularidad de la Generalidad de Cataluña
3- Carretera que es paralela a la línea de la costa
1- Primera carretera empezando a contar las paralelas a la línea de la costa desde la misma línea
Debido a que la numeración es independiente al tipo de carretera que es, la C-31 es representada por fondo rojo si es carretera convencional o desdoblada y fondo azul cuando es autovía o autopista.
Los tramos que corresponden son:
- Vendrell - Villanueva y Geltrú: Carretera convencional caracterizada por el paso por las travesías de Segur de Calafell, Cunit y Cubellas. Dicho tramo empieza en el enlace con la N-340 en Vendrell, representando el PK. 135 y finaliza en el PK. 157 donde se une con la C-32 hasta Sitges
- Sitges- Les Botigues de Sitges: Conocido como carretera de las costas del Garraf inicia su recorrido en la salida 31 de la C-32 iniciando el kilometraje del tramo en el PK. 163, discurre por acantilados del macizo del Garraf llegando a Port Ginesta-Les Botigues de Sitges (PK 173) dónde vuelve a unirse a la C-32
- Castelldefels - Barcelona: Conocida como la autovía de Castelldefels inicia su recorrido en la salida 45 de la C-32 y discurre por el delta del Llobregat hasta llegar a la plaza de Ildefonso Cerdá en Barcelona. Inicia su recorrido en el PK. 180 y finaliza en el PK. 199
- Barcelona - Badalona - Montgat - Conexión C-32: Antiguo principio autopista A-19
- Un acceso a Mataró: Antiguo final autopista A-19
- C-65 - San Felíu de Guixols - Playa de Aro - Palamós - Palafrugell: Carretera convencional transformada en autovía
- Palafrugell - Torroella de Montgrí - Verges - Viladamat - Torroella de Fluviá - Figueras: Carretera convencional
Otros tramos que son ramales:
- Salou - Tarragona (C-31B): Carretera desdoblada con límite a 100 km/h en la mayoría de este tramo y una rotonda en la zona de Campus Educativo de Tarragona (antigua Universidad Laboral de Tarragona). Se conoce como "ramal" de la C-31 que es el C-31B y es la autovía de Tarragona a Salou. Empieza desde la Plaza de Europa en Salou y termina en el cruce de la carretera N-340 en el barrio tarraconense Torreforta, en el oeste de Tarragona. Antiguamente era conocida como "autopista de Tarragona-Salou" que formaba parte del triángulo de las autovías de Tarragona, Salou y Reus.

## Reivindicaciones
Los ciudadanos de Badalona reivindican durante muchos años que el tramo que comprende desde el enlace de la B-10 hasta la zona de Montgat, donde se encuentra con la B-20 y la C-32, se soterre, debido a que se considera una barrera entre las dos zonas en las que queda dividida la ciudad tras su construcción.

## Tramos

### Autovía de Salou
| Denominación | Tramo                                                            | km  | Año servicio |
| ------------ | ---------------------------------------------------------------- | --- | ------------ |
| C-31B        | Tarragona N-340 - Campus Educativo de Tarragona                  | 1,8 | 1968         |
| C-31B        | Campus Educativo de Tarragona - Polígono Industrial de Entrevías | 1,7 | 1984         |
| C-31B        | Polígono Industrial de Entrevías - Salou Plaza de Europa         | 4,8 | 1968         |

## Enlaces
Tramo Barcelona - Autopista C-32 
1 - Gran Vía
2 - Ronda Litoral B-10 / Nudo Trinidad
3 - Badalona Sur / San Adrián de Besós
4 - Badalona Centro
5 - Badalona Norte / B-500 / Mollet del Vallès
6 - Montgat Norte / N -II / Teyá
7 - Montgat Sur / N - II / Mataró / Gerona
 Tramo Barcelona - Casteldefels
189 - Terminal T1 / Cargo Parc
192 - Terminal T2 / Barcelona Ronda de Dalt B-20
193 - San Baudilio del Llobregat / El Prat del Llobregat Sur
194 - El Prat de Llobregat Oeste / Zona Franca Zal
195 - Hospitalet de Llobregat / Bellvitge / Ciudad Sanitaria / IC Oncològic / Lérida / Tarragona / Ronda de Dalt
196 - Barcelona Rondas / Zona Franca Zal / Puerto / Gerona / Lérida